# Кортуа, Ираклий
Ира́клий Ко́ртуа (груз. ირაკლი ქორთუა; 5 октября 1987, Гагра, СССР) — грузинский футболист, защитник.

## Карьера

### Клубная
Начал профессиональную карьеру в клубе «Гагра», где выступал на позиции правого защитника.
В 2004 году перешёл в киевское «Динамо». В феврале 2005 года поехал на сборы с Динамо-2 на Кипр. Выступал за «Динамо-2» и дубль. Во второй половине сезона 2005/06 выступал за дубль симферопольской «Таврии» на правах аренды.
Летом 2006 года побывал на просмотре в российском «Ростове» и латвийской «Риге», но в итоге перешёл в другой латвийский клуб «Дижванаги». С 2007 года клуб называется «Блазма».
Зимой 2009 года перешёл в «Динабург» из города Даугавпилс. В 2011 году выступал в чемпионате Абхазии за сухумское «Динамо». По результатам опроса за звание лучшего футболиста Абхазии 2011 года Кортуа занял 9-10 место. В июне 2012 года покинул «Динамо».

### В сборной
Выступал за юношескую сборную Грузии до 19 лет. В 2005 году вызвался в стан молодёжной сборной Грузии до 21 года.